# Hyperaldosteronismus
Hyperaldosteronismus oder Aldosteronismus ist eine Erkrankung, bei der das Steroidhormon Aldosteron im Überfluss gebildet wird, wodurch zu viel Salz (insbesondere Natriumsalz) im Körper zurückgehalten (retiniert) und Kalium vermehrt ausgeschieden wird. Es kann dabei zu Veränderungen des Säuregehalts im Blut sowie zu Muskelschwäche, Muskelkrämpfen und Empfindungsstörungen sowie Herzrhythmusstörungen kommen.
Es werden verschiedene Formen unterschieden:
Beim primären Hyperaldosteronismus (Conn-Syndrom) wird durch einen Prozess in der Nebennierenrinde zu viel Aldosteron gebildet (in über 70 % der Fälle eine idiopathische bilaterale Hyperplasie, in weniger als 30 % der Fälle ein Adenom, ganz selten andere Ursachen wie ein Karzinom oder genetische Defekte). 
Der sekundäre Hyperaldosteronismus hat eine sehr unterschiedliche Genese und tritt mit sehr unterschiedlicher Häufigkeit auf. Hier wird entweder aufgrund von übergeordneten Regulationsmechanismen eine vermehrte Aldosteronbildung initiiert oder – wie im Fall einer Leberzirrhose – der Abbau verlangsamt.
Ferner kommt noch der Pseudohyperaldosteronismus vor.
Klinisch stehen beim primären Hyperaldosteronismus die arterielle Hypertonie (erhöhter Blutdruck) und gegebenenfalls Hypokaliämie, bei der sekundären Form die Ödeme und der Aszites im Vordergrund. Therapiert wird Hyperaldosteronismus durch Aldosteronantagonisten (zum Beispiel Spironolacton oder Eplerenon) oder bei primärer Form auch durch die operative Entfernung der betroffenen Nebenniere (Adrenalektomie), falls ein Adenom oder Karzinom nachweisbar ist.
Im Rahmen des primären Hyperaldosteronismus werden vererbliche Formen unterschieden, von denen der familiäre Typ I durch eine Fusion der CYP11B1- und CYP11B2-Gene verursacht wird.